# Il Giornale

Logo

il Giornale of il Giornale nuovo is een Italiaanse krant die in 1974 door het conglomeraat Montedison is opgericht in Milaan.
Bij de oprichting werd de liberaal-conservatieve Indro Montanelli hoofdredacteur. Hij verliet hiervoor de Corriere della Sera aangezien hij het niet eens was met de nieuwe, progressieve politiek van de hoofdredacteur Piero Ottone. In zijn eerste artikel maakte Montanelli meteen duidelijk dat il Giornale niet de spreekbuis van Montedison zou worden maar een onafhankelijke krant zou zijn, los van de Italiaanse traditie van belangenverstrengeling tussen het bedrijfsleven en de media.
Terwijl il Giornale een zware crisis doormaakte werd Montanelli in 1977 door de Rode Brigades in zijn benen geschoten omdat hij bij de verkiezingen in 1976 de lezers had opgeroepen "hun neus dicht te knijpen en toch maar DC te stemmen". Silvio Berlusconi bood hierop Montanelli zijn steun als uitgever aan door een deel van de Società Europea di Edizioni Spa op te kopen, waarmee het voortbestaan van de krant gewaarborgd werd.
Wegens een nieuwe mediawet die verbood om tegelijkertijd eigenaar te zijn van een televisiezender en een krant, stond Berlusconi in 1990 zijn uitgeversmaatschappij af aan zijn broer Paolo Berlusconi. Hij behield slechts een minderheidsbelang als aandeelhouder.
In 1994 dreigde de onafhankelijke leiding van il Giornale  in gevaar te komen toen Berlusconi tijdens de verkiezingsstrijd de volledige steun eiste van de krant voor zijn nieuwe politieke partij Forza Italia, maar Montanelli keurde dit plan duidelijk af en besloot de krant te verlaten omdat volgens hem de krant zo een partijblad zou worden. Ook veertig andere journalisten verlieten de krant. Met de aanstelling van Vittorio Feltri als nieuwe hoofdredacteur werd de krant duidelijk rechts.
In 2000 werd Mario Cervi, die vanaf 1997 hoofdredacteur was, opgevolgd door de huidige hoofdredacteur Maurizio Belpietro. De krant, die tot de Società Europea di Edizioni Spa behoort, bereikte in 2005 een oplage van 300.000 exemplaren.